# Morskie Oko (Kołobrzeg)
Morskie Oko (Kąpielisko Rodzinne, niem. Familienbad) – dawne kąpielisko nad Morzem Bałtyckim w Kołobrzegu, położone na plaży przy Parku im. Stefana Żeromskiego (zdrojowym), na przedłużeniu dzisiejszej ulicy Ściegiennego. Zlokalizowane na terenie Dzielnicy Uzdrowiskowej.

## Historia
Drewniany budynek kąpieliska powstał w latach 1902-1903. Kąpielisko było przeznaczone dla rodzin: kobiet, mężczyzn i dzieci, co było nowym rozwiązaniem w stosunku do dotychczas istniejących w Uzdrowisku Kołobrzeg odrębnych kąpielisk dla pań (Damenbad) i panów (Herrenbad). W 1910 obiekt został rozbudowany o restaurację z widokiem na morze i 185 kabin. Całość posadowiona była na drewnianych palach. Zabudowania spłonęły w grudniu 1916 w wyniku podpalenia. Nowy obiekt powstał w latach 1923-1924 również na palach i bez większych zniszczeń przetrwał bitwę o Kołobrzeg w 1945. Po II wojnie światowej należał do przedsiębiorstwa państwowego Uzdrowisko Kołobrzeg. W latach 60. XX wieku dokonano remontu, w wyniku którego dotychczasowe przebieralnie zostały przekształcone w pokoje dla turystów. Do noclegów przystosowano również poddasze restauracji. W 1992 właścicielem obiektu został Stefan Olszewski, który ze względu na zły stan techniczny podjął decyzję o rozebraniu głównego budynku. Na rozbiórkę wyraził zgodę wojewódzki konserwator zabytków, pod warunkiem jego odbudowy. Stefan Olszewski wkrótce zmarł, co przekreśliło plany odbudowy.

## Współczesność
Po rozbiórce centralnej części obiektu pozostało nienaruszone skrzydło wschodnie, w kształcie liter L, w którym w okresie letnim wynajmowane są pokoje dla wczasowiczów (z wydzieloną strefą łazienek i wspólną kuchnią). Według danych Urzędu Miasta na ścianach skrzydła wschodniego jest 220 metrów kwadratowych azbestu, czyli prawie cztery tony tej niebezpiecznej substancji.  
Główny budynek kąpieliska do dziś (2016) nie został odbudowany. 
Od 2017 zarządcą kompleksu jest startup VacationClub który uczynił z niego cel turystyczny – zarówno dla stałych, wieloletnich fanów, jak i nowych gości – często młodych ludzi, którzy chcą doświadczyć klimatu wyjątkowych i nietuzinkowych wakacji nad polskim morzem.  

## Galeria

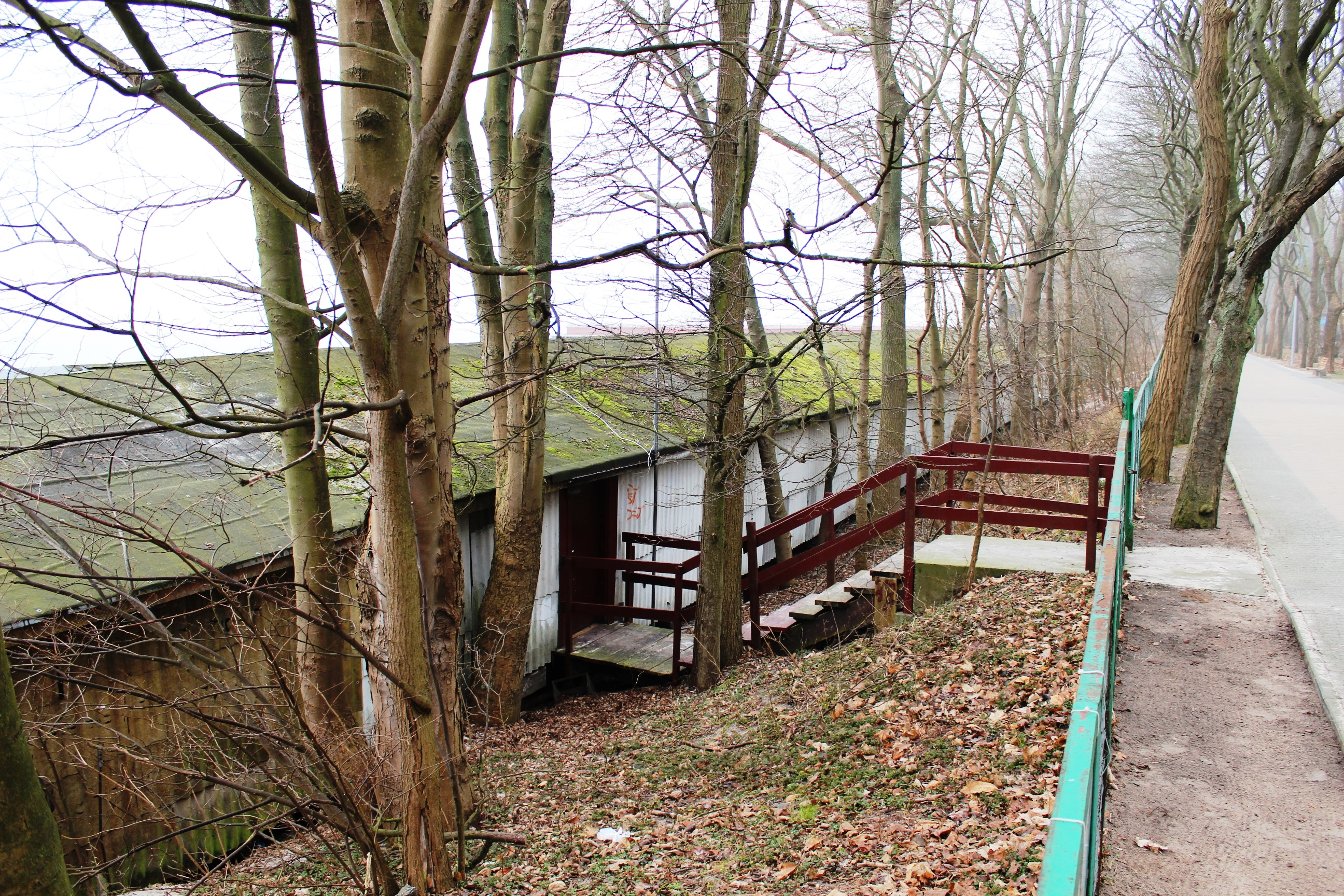
Obiekt widoczny z alei Nadmorskiej
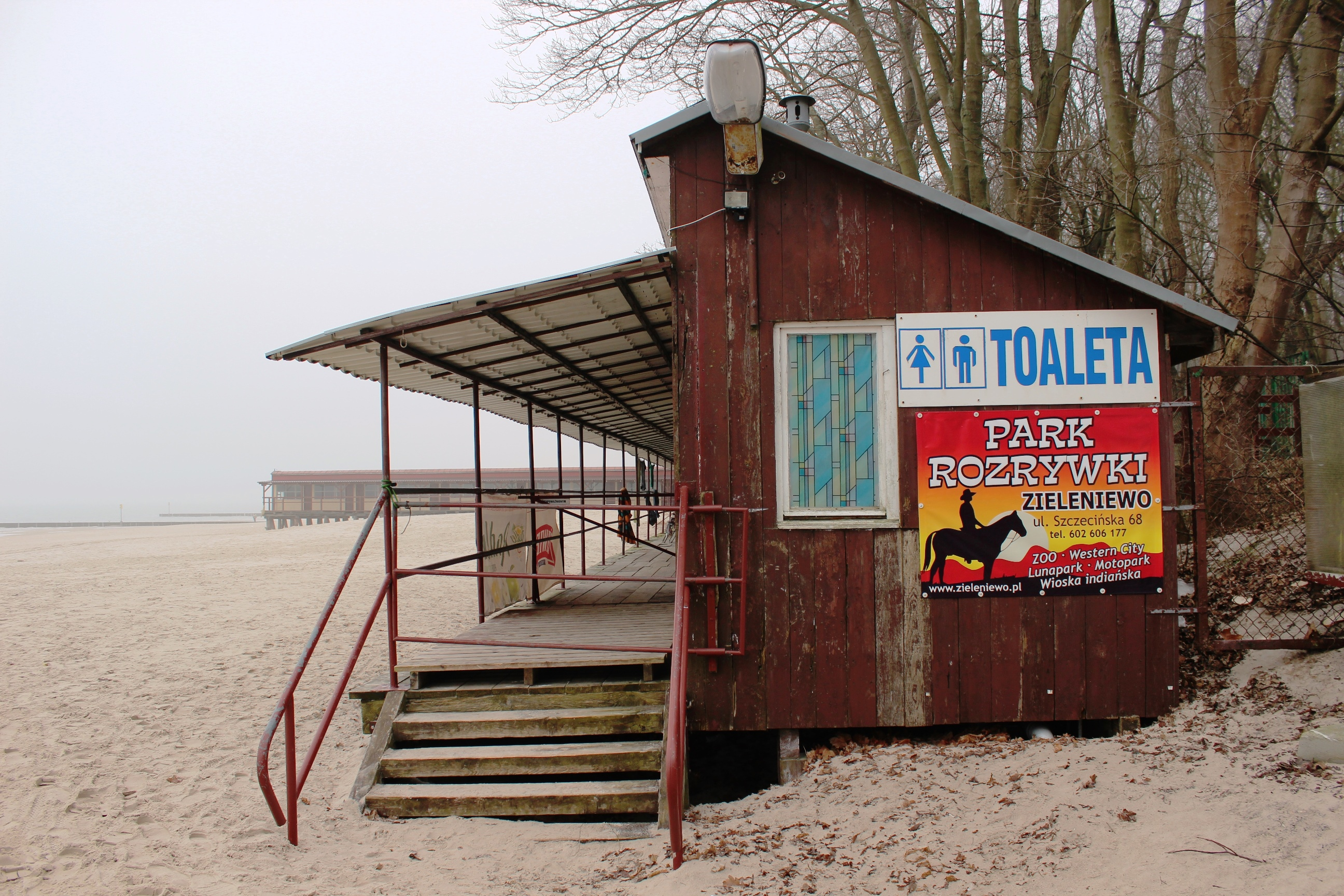
Współczesne wejście do obiektu
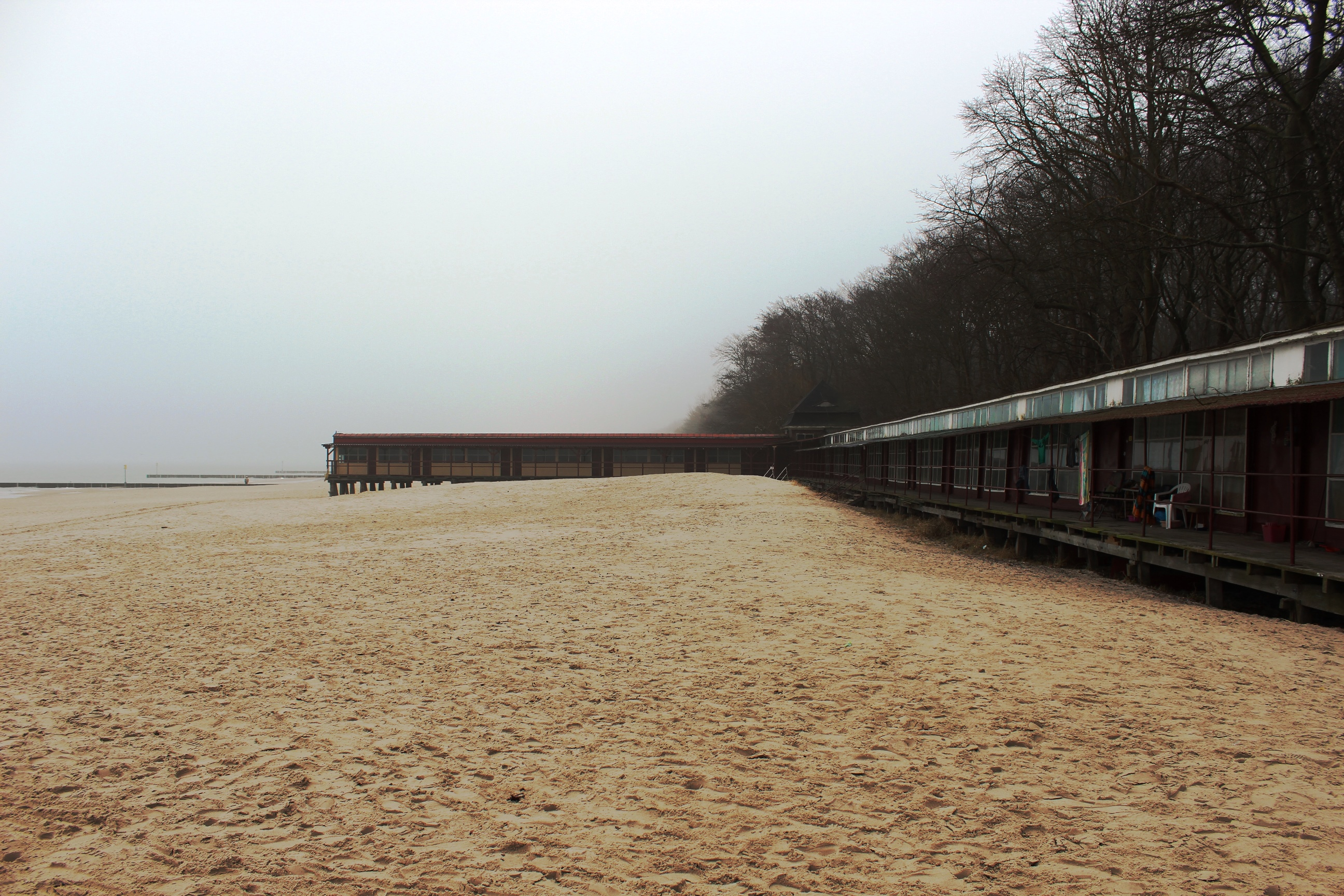
Widoczna linia zabudowy w kształcie litery L
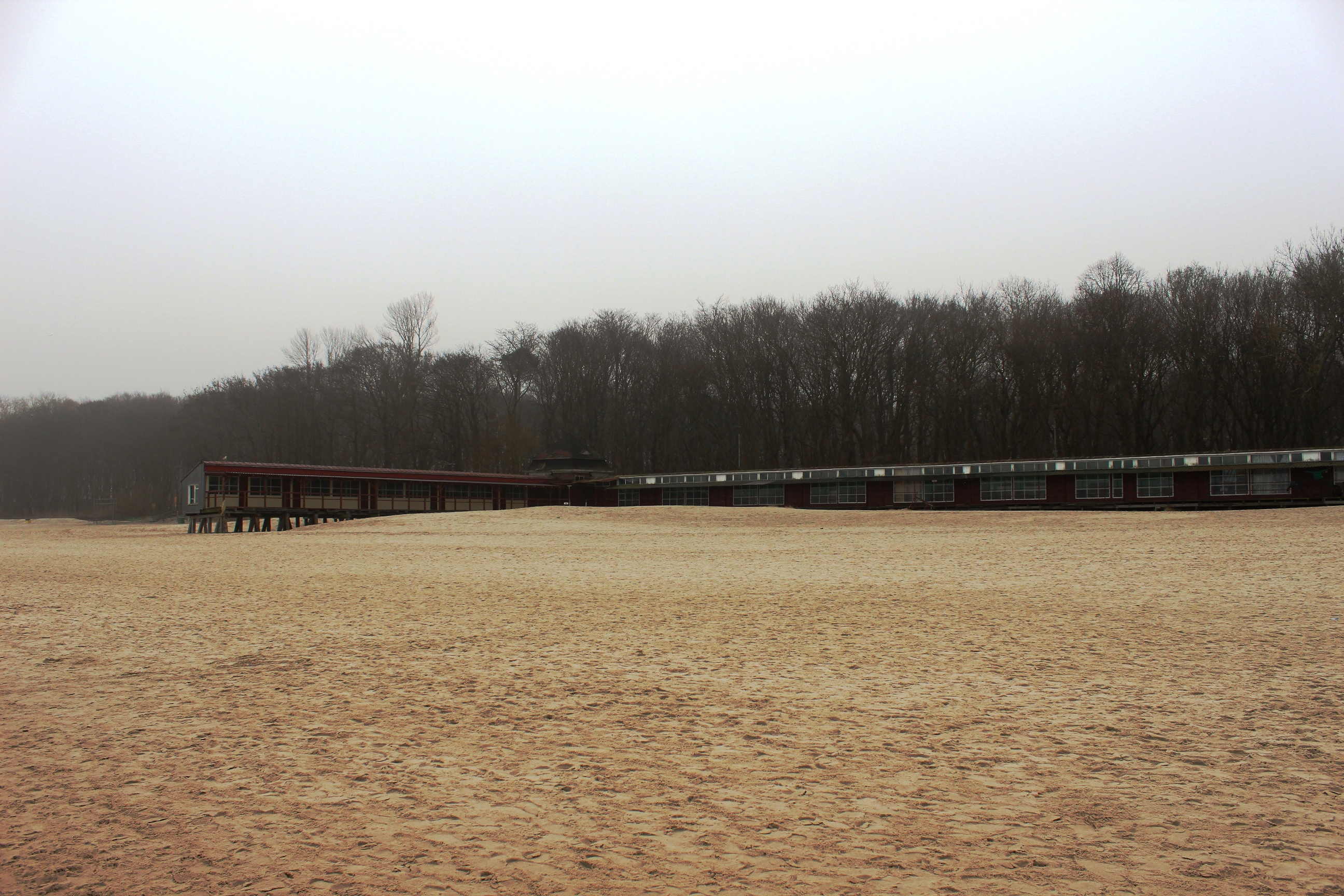
Obiekt na tle parku zdrojowego
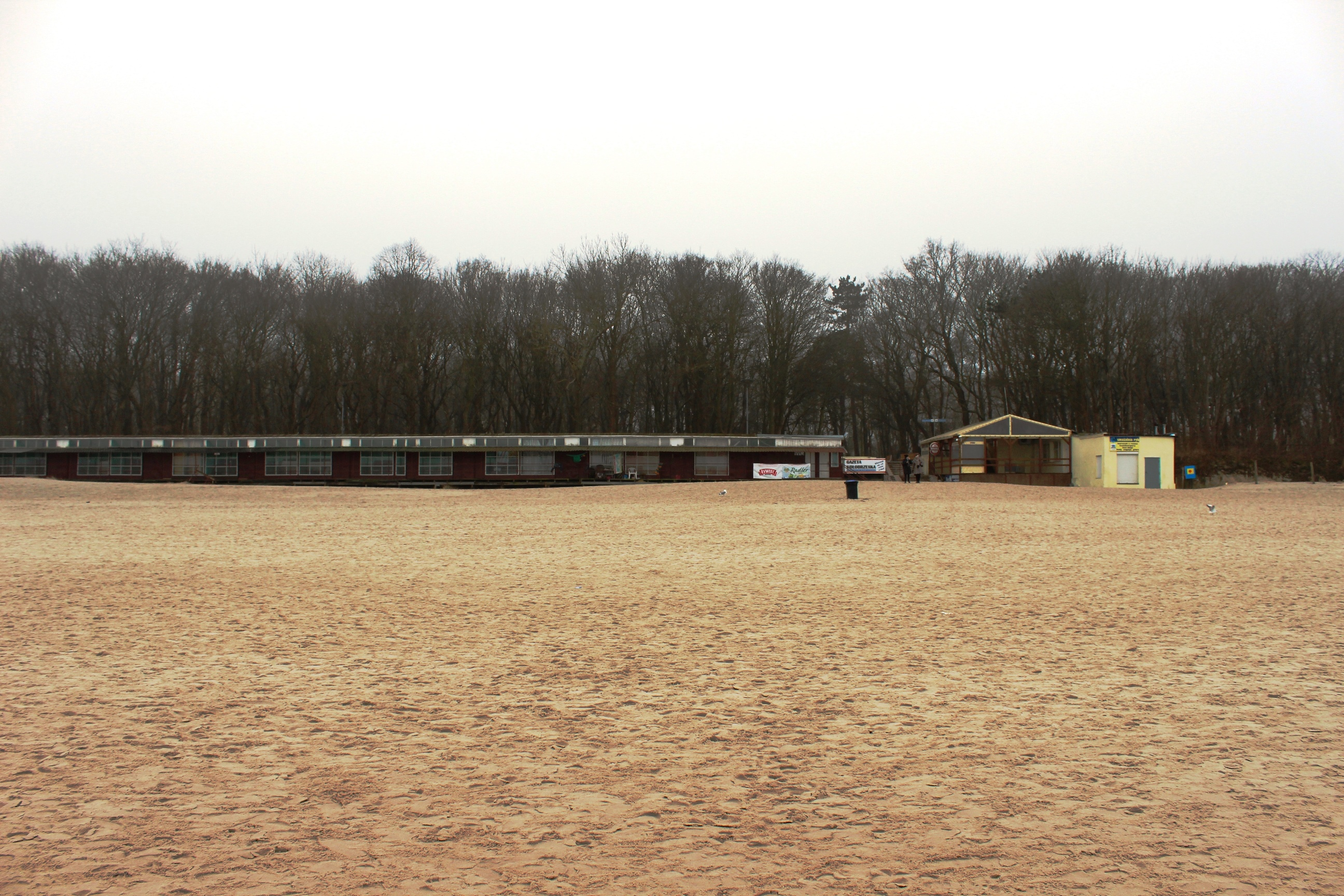
Obiekt i zejście na plażę na przedłużeniu ul. Ściegiennego